# Global Sourcing
Global Sourcing bzw. globale Anschaffung ist eine Beschaffungsstrategie bzw. ein Teilgebiet des strategischen Beschaffungsmanagements und untersucht im Gegensatz zur lokalen Beschaffung internationale Beschaffungsaktivitäten. Global Sourcing ist dabei nicht nur die länderübergreifende Beschaffung, sondern als insgesamt weltweit orientierte Beschaffungsstrategie zu verstehen.

## Ziele und Aufgaben
Eines der Hauptziele des Global Sourcing ist die beschaffungsseitige Unterstützung operativer und strategischer Aufgaben im Unternehmen (Monczka und Trent 1991). Der einzige Zugang zu preisgünstigen Bezugsquellen war neben nur Technologieakquisition und Sortimentsdiversifikation der am weitesten anerkannte Vorteil des Global Sourcing. Mittlerweile stellt Global Sourcing einen durchaus wesentlichen Wettbewerbsfaktor für Unternehmen unabhängig von deren Größe dar, welcher sich vor allem über Preis und Qualität definiert (Scully and Fawcett 1994). Vor allem im Zuge von Projekten zur Beschaffungsoptimierung bzw. Einkaufsoptimierung sollen durch Global Sourcing Einsparungseffekte für das jeweilige Unternehmen erzielt werden. Innerhalb der globalen Beschaffung nimmt die Beschaffung in Niedriglohnländern eine Sonderstellung ein, da dort oftmals hohe Kostenersparnisse realisiert werden können (Krokowski 2007).

## Vorteile und Herausforderungen
Während Global Sourcing signifikante Vorteile und Nachteil mit sich bringen kann, birgt der internationale Zukauf auch Gefahren. Die geographischen Distanzen, die dadurch eingeschränkte persönliche Interaktion und die erhöhten Anforderungen an die Logistik, stellen Unternehmen vor Herausforderungen. Inwieweit ein Unternehmen die Potentiale des Global Sourcing nutzen kann, hängt also von dessen Fähigkeit (Kapazität) ab, diesen Herausforderungen zu begegnen.
Vorteile
- Durch Globalisierung immer umfassendere Information und einfacherer Zugriff auf internationale Beschaffungsmärkte
- Ausnutzung von Konjunktur-, Wachstums- und Inflationsunterschieden
- Verminderung von Abhängigkeiten
- Bezug von Ressourcen, die im eigenen Land nicht verfügbar oder sehr teuer sind
- Nutzen durch Spezialisierungen von einzelnen Regionen oder Anbietern
- Erschaffung neuer Märkte
- Kosten und Leistungsdruck auf inländische Lieferanten

Nachteile
- Hoher Informationsbedarf
- Hoher Koordinations- und Logistikaufwand
- Günstige Einkaufspreise können durch Transportkosten, Wechselkursschwankungen, Zölle und andere Handelshemmnisse zunichtegemacht werden
- Logistik-Konzepte wie Just-in-Time oder Just-in-Sequence sind schwerer zu realisieren
- Risiken durch politische Instabilität im Bezugsland
- Auftreten kultureller Verständigungsprobleme
- Oftmals lange Lieferzeiten aufgrund Stau oder Zoll
- Währungsrisiken
- Verlust von Know-how
- gegebenenfalls unklare Rechtslagen

## Trends im Global Sourcing
Mit den in den letzten Jahrzehnten gewonnenen Erfahrungen im Global Sourcing zeigen sich für die Zukunft ähnliche Trends wie zuvor im Bereich des Advanced Purchasing. Zukünftig können maximale Kostenpotenziale nur durch interdisziplinäre Zusammenarbeit, beispielsweise von Einkauf und Entwicklung, realisiert werden.
An Bedeutung gewinnen werden unter anderem folgende Themengebiete:
- Integrated Sourcing
- Design to Localize
- Entwicklungspartnerschaften
- Risikomanagement

In jüngster Zeit haben sich die Gewichte stärker in Richtung „Local Sourcing for Local Sales“ verschoben. Nationale kleine Einheiten im Ausland von hiesigen Unternehmen lösen das Konzept des weltweiten Einkaufs und der globalen Weiterverarbeitung an vielen anderen Produktions- und Vertriebsstätten ab. Dort, wo vor Ort Produktion oder Vertrieb stattfinden, wird auch vermehrt eingekauft. Ein auslösendes Moment ist die Eurokrise, da dadurch die Absatzchancen in Europa zurückgehen. Insbesondere der Maschinenbau verschiebt seinen Umsatz nach Südamerika, Asien und die Anrainer-Staaten.